# Primo ministro della Federazione Russa
Il primo ministro della Federazione Russa (in russo Председатель Правительства Российской Федерации?, Presidente del Governo della Federazione Russa) è il capo del governo della Federazione Russa.

## Storia
Dal 1991 al 1993, la carica di capo del governo era ricoperta dal Presidente della Federazione Russa. Nel 1994 l'ufficio è stato brevemente noto come "Capo del Governo della Federazione Russa" (russo: Глава Правительства Российской Федерации; Glava Pravitelstva). Secondo l'attuale Costituzione della Federazione Russa del 1993, il primo ministro della Russia è il capo del governo, che esercita il potere esecutivo.
In tutti i casi in cui il presidente del Governo della Federazione Russa non è in grado di adempiere ai propri doveri, questi devono essere temporaneamente delegati al vicepremier, che diventa premier ad interim della Russia. In caso d'assenza di quest'ultimo per malattia o altri motivi a ricoprire la carica temporaneamente è il Presidente della Federazione.
Il presidente del Consiglio federale (la camera alta del parlamento) è la terza carica più importante dopo il presidente e il primo ministro. In caso di irreperibilità sia del presidente che del primo ministro, il presidente della camera alta del parlamento diventa capo dello stato ad interim. Il primo ministro viene nominato dal Presidente e approvato dalla Duma di Stato. Dal 2020 il primo ministro è Michail Mišustin.